# Copelatus bacchusi
Copelatus bacchusi är en skalbaggsart som beskrevs av Wewalka 1981. Copelatus bacchusi ingår i släktet Copelatus och familjen dykare. Inga underarter finns listade i Catalogue of Life.